# Adelheid von Enzberg

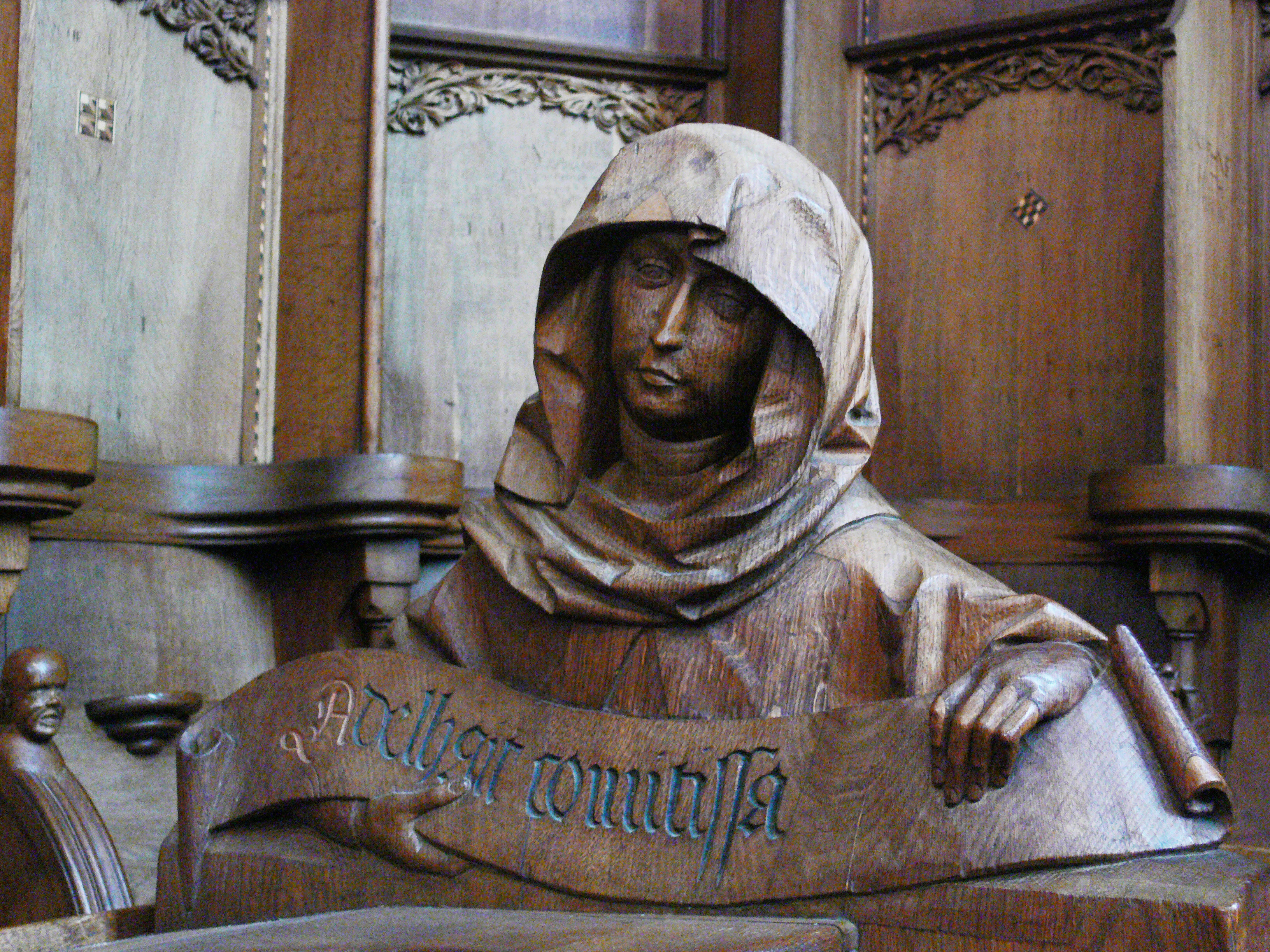
Stifterfigur der Gräfin Adelheid von Tübingen im Chorgestühl des Klosters Blaubeuren

Adelheid von Enzberg, Gräfin von Tübingen († 11. März 1120) war eine Tochter des Grafen Zeisolf im Kraichgau, Ehefrau von Graf Heinrich von Tübingen und gehörte zu den Stiftern des Klosters Blaubeuren.

## Kloster Blaubeuren
Im Jahre 1099 ließ Gräfin Adelheid das von ihrem Gatten und dessen Brüdern gegründete Kloster Blaubeuren von Papst Urban II. in den Schutz des apostolischen Stuhles stellen.